# Tlogosadang
Tlogosadang is een bestuurslaag in het regentschap Lamongan van de provincie Oost-Java, Indonesië. Tlogosadang telt 1472 inwoners (volkstelling 2010).